# Proteuxoa erasa
Proteuxoa erasa är en fjärilsart som beskrevs av W. Warren 1914. Proteuxoa erasa ingår i släktet Proteuxoa och familjen nattflyn. Inga underarter finns listade i Catalogue of Life.